# لیکساید (ویرجینیا)
لیکساید (به انگلیسی: Lakeside) یک منطقهٔ مسکونی در ایالات متحده آمریکا است که در شهرستان هنریکو، ویرجینیا واقع شده‌است. لیکساید ۱۱٫۴ کیلومتر مربع مساحت و ۱۱٬۸۴۹ نفر جمعیت دارد و ۵۴ متر بالاتر از سطح دریا واقع شده‌است.